# Sardis, Mississippi
Sardis este o localitate, municipalitate și co-sediul (alături de Batesville) comitatului Panola, statul Mississippi, Statele Unite ale Americii.
1. ↑  2010 U.S. Gazetteer Files, accesat în 9 iulie 2020